# Pershing County
Pershing County ist ein County im Bundesstaat Nevada der Vereinigten Staaten. Der Verwaltungssitz (County Seat) ist Lovelock.

## Geschichte
Das County wurde, als es 1919 aus dem Humboldt County als letztes County Nevadas gebildet wurde, nach General John J. Pershing benannt.
Ein Ort im County hat den Status einer National Historic Landmark, die archäologische Fundstätte Leonard Rockshelter. Acht Bauwerke und Stätten des Countys sind insgesamt im National Register of Historic Places eingetragen (Stand 14. Februar 2018).
Seit 1990 findet in der Black Rock Desert im County das Burning Man Festival statt. 

## Demografische Daten

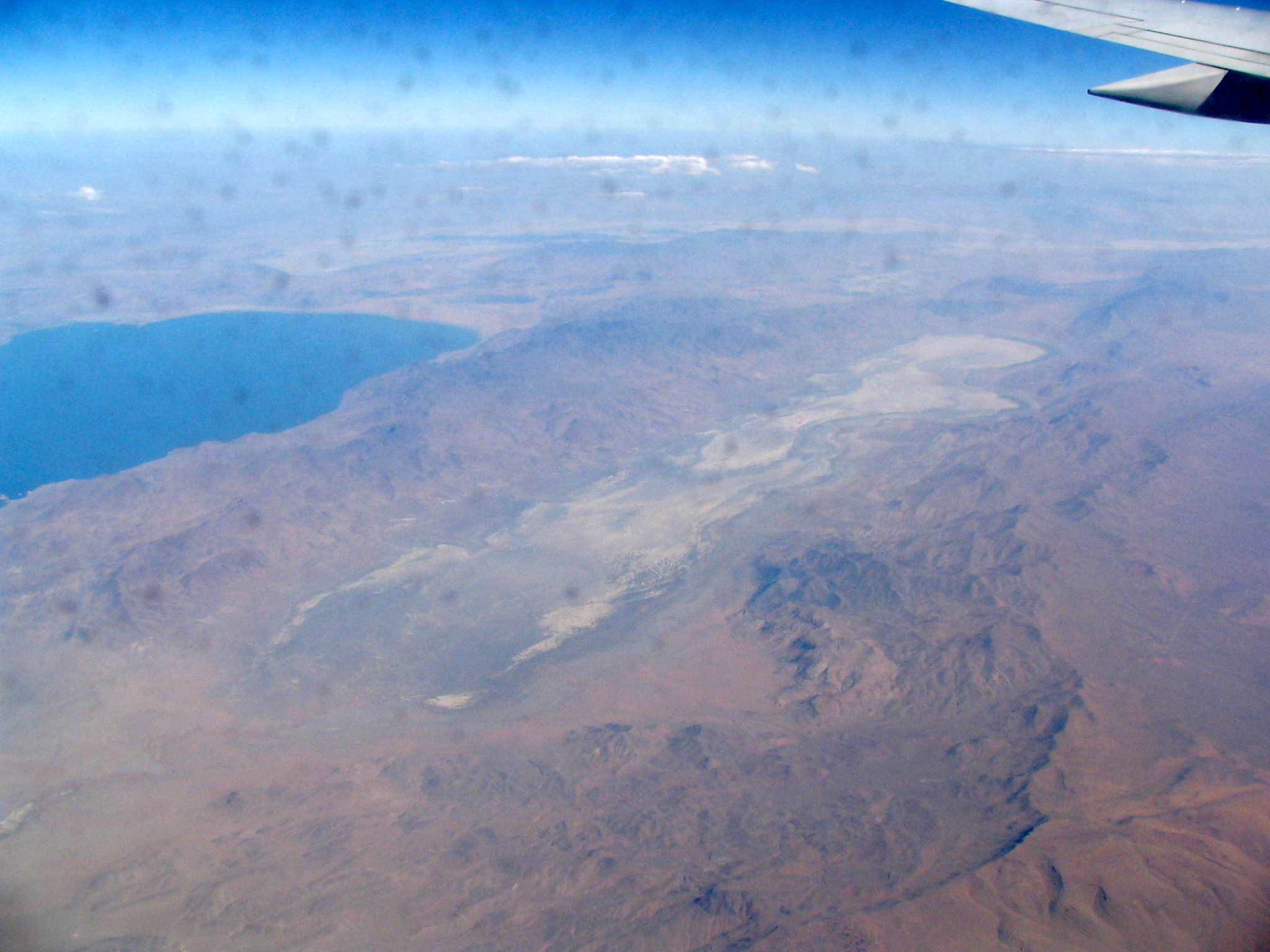
Der Winnemucca Lake aus der Luft

Nach der Volkszählung im Jahr 2000 lebten im County 6693 Menschen. Es gab 1962 Haushalte und 1383 Familien. Die Bevölkerungsdichte betrug weniger als 1 Einwohner pro Quadratkilometer. Ethnisch betrachtet setzte sich die Bevölkerung zusammen aus 77,69 % Weißen, 5,35 % Afroamerikanern, 3,42 % amerikanischen Ureinwohnern, 0,63 % Asiaten, 0,22 % Bewohnern aus dem pazifischen Inselraum und 9,38 % aus anderen ethnischen Gruppen; 3,30 % stammten von zwei oder mehr ethnischen Gruppen ab. 19,33 % Prozent der Bevölkerung waren spanischer oder lateinamerikanischer Abstammung.
Von den 1962 Haushalten hatten 38,40 % Kinder und Jugendliche unter 18 Jahre, die bei ihnen lebten. 57,20 % waren verheiratete, zusammenlebende Paare, 7,30 % waren allein erziehende Mütter. 29,50 % waren keine Familien. 24,30 % waren Singlehaushalte und in 8,60 % lebten Menschen im Alter von 65 Jahren oder darüber. Die Durchschnittshaushaltsgröße betrug 2,69 und die durchschnittliche Familiengröße lag bei 3,22 Personen.
Auf das gesamte County bezogen setzte sich die Bevölkerung zusammen aus 25,70 % Einwohnern unter 18 Jahren, 8,50 % zwischen 18 und 24 Jahren, 36,00 % zwischen 25 und 44 Jahren, 22,10 % zwischen 45 und 64 Jahren und 7,80 % waren 65 Jahre alt oder darüber. Das Durchschnittsalter betrug 34 Jahre. Auf 100 weibliche Personen kamen 158,80 männliche Personen, auf 100 Frauen im Alter ab 18 Jahren kamen statistisch 182,10 Männer.
Das jährliche Durchschnittseinkommen eines Haushalts betrug 40.670 USD, das Durchschnittseinkommen der Familien betrug 46.268 USD. Männer hatten ein Durchschnittseinkommen von 34.417 USD, Frauen 24.301 USD. Das Prokopfeinkommen betrug 16.589 USD. 11,40 % der Bevölkerung und 10,20 % der Familien lebten unterhalb der Armutsgrenze. 14,20 % davon waren unter 18 Jahre und 5,60 % waren 65 Jahre oder älter.

## Orte im County
- Arabia
- Colado
- Cosgrave
- Granite Point
- Humboldt
- Imlay
- Kodak
- Kyle Hot Springs
- Lovelock
- Lower Rochester
- Mill City
- Nightingale
- Oreana
- Perth
- Poker Brown
- Rochester
- Rye Patch
- Scossa
- Toulon
- Trego
- Tungsten
- Unionville
- Woolsey